# He Hongmei
He Hongmei –en xinès, 何红梅– (12 de juny de 1983) és una esportista xinesa que va competir en judo, guanyadora d'una medalla als Jocs Asiàtics de 2010, i dues medalles al Campionat Asiàtic de Judo en els anys 2009 i 2012.

## Palmarès internacional
| Jocs Asiàtics     | Jocs Asiàtics             | Jocs Asiàtics | Jocs Asiàtics |
| Any               | Lloc                      | Medalla       | Categoria     |
| ----------------- | ------------------------- | ------------- | ------------- |
| 2010              | Canton ( R.P. de la Xina) | 3             | –52 kg        |
| Campionat Asiàtic |                           |               |               |
| Any               | Lloc                      | Medalla       | Categoria     |
| 2009              | Taipei ( Xina Taipei)     | 1             | –52 kg        |
| 2012              | Taskent ( Uzbekistan)     | 3             | –52 kg        |